# Pyrausta unifascialis
Pyrausta unifascialis là một loài bướm đêm trong họ Crambidae.